# Fátyol Misi-szobor

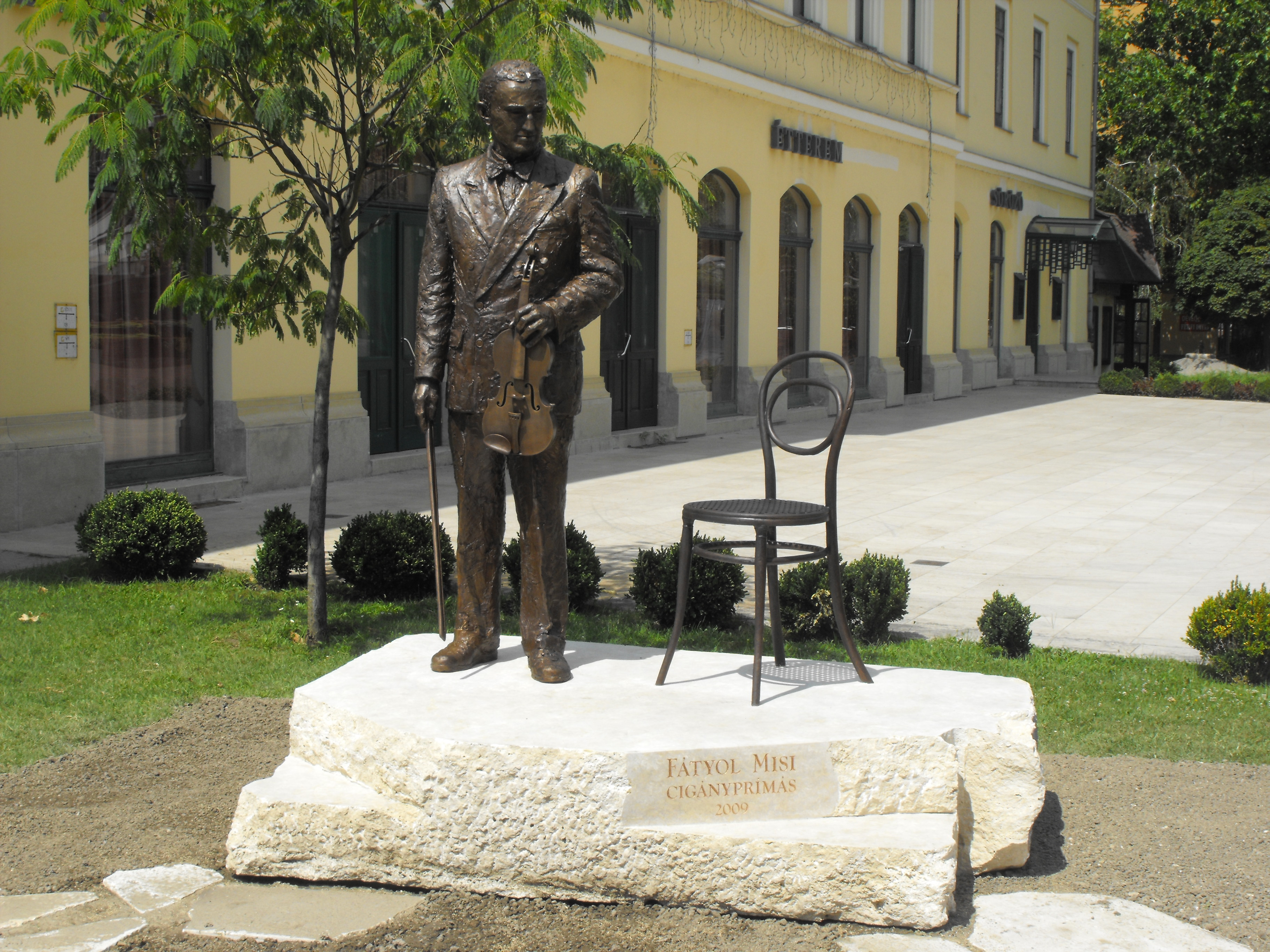
A szobor a Korona szálló mellett

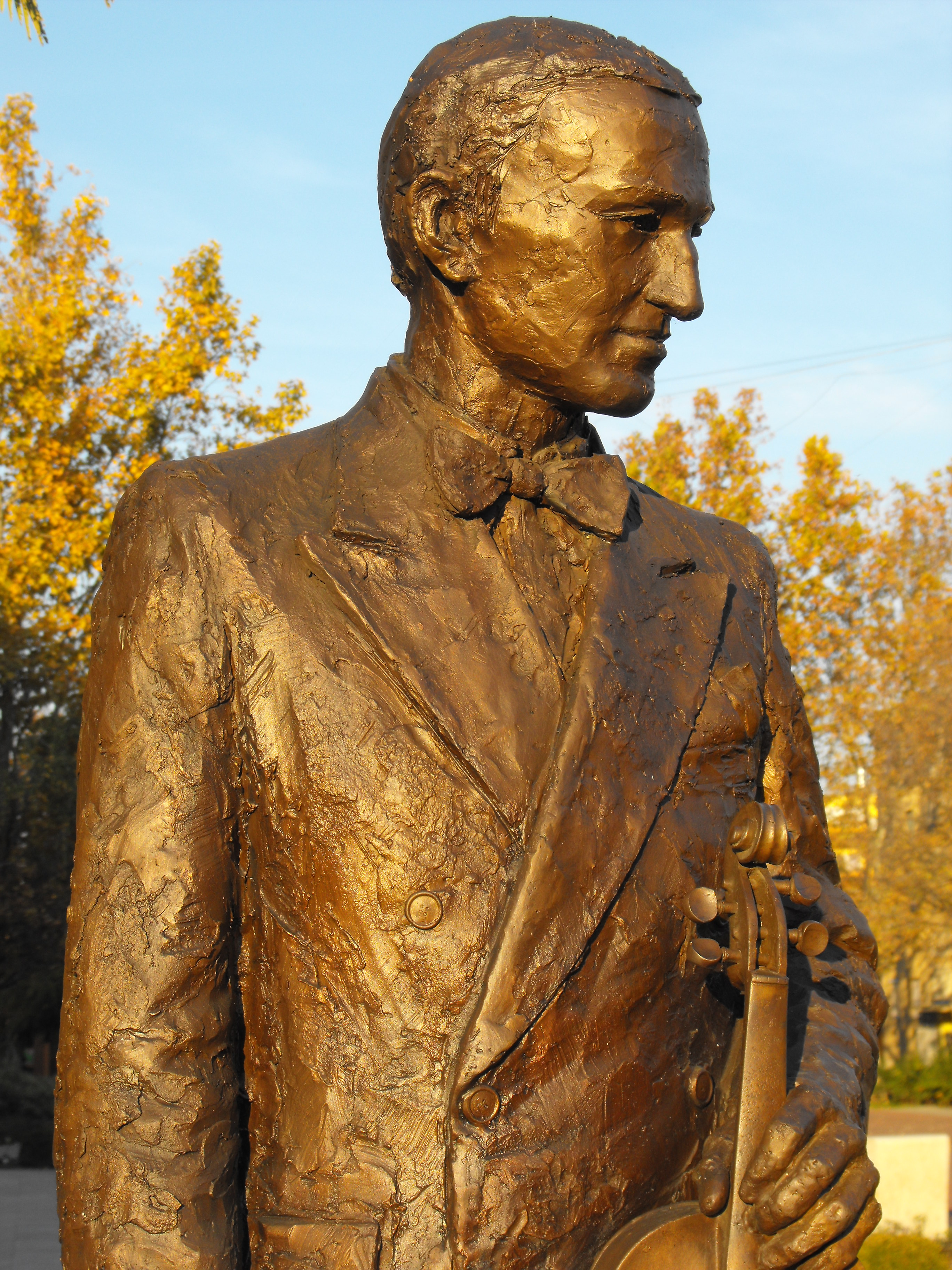
A szobor

A Fátyol Misi cigányprímásról készült szobor szülővárosában, Makón található, a Széchenyi téren.
A muzsikus születésének századik évfordulója kapcsán vetődött fel az ötlet, hogy szobrot kapjon az itthon és külföldön egyaránt megbecsült és elismert zenész. 2008-ban 603 támogató aláírás gyűlt össze köztiszteletben álló makóiak részéről, a kezdeményezés Bozsogi Attila nyugalmazott zenész nevéhez fűződött. A város a képviselő-testület döntése nyomán májusban kiírta a szoborpályázatot, a tervek beérkezési határidejét szeptember 1-jére tették. A nyílt, jeligés, országos pályázat kiírásában az önkormányzat kikötötte, hogy a szobrot a Korona Szálló közelében, a szökőkút körüli térrészen állítsák fel; a szálló nagytermében hosszú éveken át muzsikált a prímás. Elvárás volt az alkotás életszerűsége, flaszterszoborként való megjelenítése. Egyalakos, bronz szoborkompozíció tervét várták, realisztikus formanyelven megmintázott, 5/4-es életnagyságú figurával, a pályázóknak lehetőségük volt a kompozíció részeként szimbolikus tartalmat kifejező installációs elem(ek) elkészítésére is. A képviselő-testület októberi döntése egybecsengett a szakmai lektorátus véleményével, a beérkezett tíz pályamunka közül az első helyet Kiss Jenő Ferenc makói szobrász kapta Ars longa, vita brevis  jeligéjű alkotásával. A második helyezett Széri-Varga Géza, a harmadik pedig Návay Sándor lett. Az első három helyezett pályaművet az önkormányzat bruttó 300, 200, illetve 160 ezer forint értékben díjazta; a városvezetés ezen felül 10 millió forintot különített el a szoborállításra.
Kiss Jenő Ferenc 2009. március 19-én mutatta be az agyagból készült modellt a szakmai zsűrinek. A lektorátus kiemelte, hogy nemcsak Fátyol Mihály, de egy eltűnő kultúra lenyomata kap szobrot Makón ezzel az alkotással; apróbb változtatásokat is javasoltak a művésznek, például szóvá tették a hegedű és a kéz arányát, a prímás ruhájának korhűségét, valamint a főalak arckifejezésének finomítását kérték a művésztől. A nyertes pályamű Fátyol Mihályt nem játék közben, hanem kezében hegedűjével egy vendéglői tonettszék mellett ábrázolja, ezzel is kifejezve a prímás szerénységét és szakmai alázatát; testhelyzete olyan, mint amikor épp abbahagyja, vagy épp elkezdi a muzsikálást.
A szobor elkészítésének határideje július 15. volt, de az alkotó gyors és precíz munkát végzett, így azt már július 14-én fölállíthatták végleges helyén, a Korona Szálló melletti parkrészen. A 14,5 millió forintosra becsült összköltség előteremtésére az önkormányzat művészetpártolók adakozását is várja.
A muzsikus szobrának hivatalos felavatása 2009. augusztus 19-én történt, ekkor a Makói Muzsika rendezvény keretein belül a 100 Tagú Cigányzenekar is koncertet adott a városban.